# Aleksander Hribovšek
Aleksander Hribovšek, slovenski zgodovinar in heraldik, * 24. september 1977, Celje, SFRJ.
Od leta 2016 Hribovšek zaseda mesto predsednika Grboslovnega in zastavoslovnega društva Heraldica Slovenica. Je tudi član Evropskega reda svetega Jurija hiše Habsburg-Lothringen, kjer zaseda mesto vicekomturja komture Slovenije. Tekoče govori slovensko in angleško, ima pa tudi delovno znanje nemščine in latinščine.

## Življenje in delo
Aleksander Hribovšek se je rodil leta 1977 v Celju, kjer je obiskoval osnovno in srednjo šolo, na kateri se je osredotočil na klasične predmete.
Že zelo zgodaj se je začel ukvarjati z aeronavtiko in je kot pilot jadralnih letal sodeloval na dveh državnih prvenstvih. Po končani srednji šoli se je študiral zgodovino na Filozofski fakulteti Univerze v Ljubljani, na Oddelku za zgodovino.
V zgodnjih 90. letih je bil mnenja, da bi bilo treba slovensko heraldiko po več kot 80 letih mirovanja oživiti. V ta namen je leta 2007 ustanovil spletni portal o slovenski heraldiki Grboslovje.si, ki med drugim vsebuje register slovenskih grbov. Leta 2010 se je pridružil društvu Heraldica Slovenica, leta 2016 pa je postal njegov predsednik. V Državnem arhivu je član Komisije za presojo heraldične, veksilološke in sigilografske ustreznosti javnih simbolov, grbov, zastav, pečatov, žigov in štampiljk.
Okoli leta 2015 je postal član Evropskega reda svetega Jurija hiše Habsburg-Lothringen, trenutno pa je tudi vicekomtur viteškega reda v Sloveniji.
Hribovšek je trenutno zaposlen v Mestnem muzeju Ljubljana kot organizator javnih programov in multimedije. Stalno prebivališče ima v Ljubljani.

## Državni simboli
Hribovšek poudarja pomembnost državnih simbolov in prepoznavnost državne zastave in grba. Poleg tega je kritiziral izgled grba Republike Slovenije, ki ne ustreza merilom slovenske heraldike. Sestavil je tudi več idej za novo zastavo in grb.